# Pico de la Zarza
Der Pico de la Zarza (auch Pico de Jandía) ist der höchste Berg der Kanareninsel Fuerteventura. Er liegt im Südwesten der Insel auf der Halbinsel Jandía. Seine Höhe beträgt 814,04 msnm.
Der Berg ist das Überbleibsel eines vor 21 Millionen Jahren aus dem Meer aufgestiegenen Schichtvulkans, dessen nordwestlicher Kraterrand vor etwa 12 bis 14 Millionen Jahren abrutschte und das heutige sichelförmige Jandía-Massiv hinterließ. Die nordnordwestliche Flanke des Pico de la Zarza fällt steil zur Küstenebene von Cofete ab, während das Gefälle Richtung Südwesten eher sanft ist. Von dieser Seite lässt sich der Gipfel leicht über die Tablada de Vinamar besteigen. Am Pico de la Zarza beginnen die sieben bis acht Kilometer langen Täler Barranco de Vinámar und Barranco de Butihondo, die sich bis zur Südküste der Insel hinziehen. Benachbarte Gipfel sind der Pico de la Palma (744 m) im Westen und der Pico de Mocán (801 m) im Nordosten.

## Flora und Vegetation
Der Pico de la Zarza liegt inmitten des Naturparks Jandía. Ein Gitterzaun verhindert das Eindringen von Ziegen in den Gipfelbereich, um die hier wachsenden, teils endemischen Pflanzen zu schützen. Hier findet man das Kanarische Sternauge (Asteriscus sericeus, auch als „Seidenhaariger Goldstern“ bezeichnet) und die Oleanderblättrige Kleinie (Senecio kleinia), im Umfeld auch den Jandía-Natternkopf (Echium handiense), das Dickblattgewächs Aichryson bethencourtianum und die Winter-Margerite (Argyranthemum winteri).

## Zugang
Auf den Pico de la Zarza führt der Wanderweg PR FV 54. Ausgangspunkt ist der Touristenort Jandía Playa, ein Ortsteil von Morro Jable. Der gut ausgebaute und markierte Weg beginnt an der Strandpromenade und führt knapp unterhalb des Talahijas (243 m) auf einem Bergrücken hinauf zur Degollada de Vinámar und schließlich auf den Pico de la Zarza. Nach einer Wegstrecke von 7,5 km wird der Gipfel erreicht.

## Bildergalerie

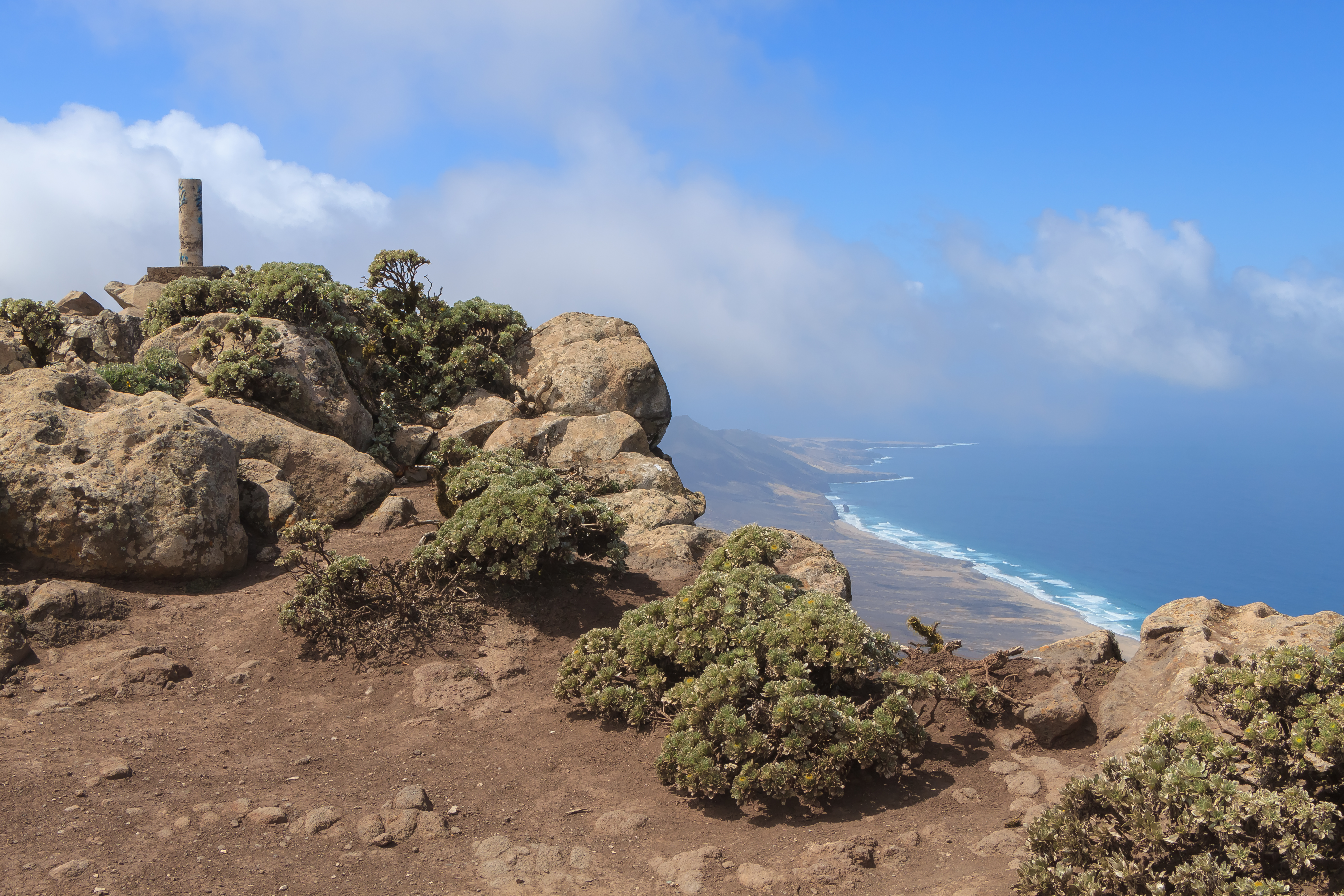
Gipfel des Pico de la Zarza
Blick vom Pico de la Zarza auf den Pico de Mocán (rechts) und die Strände von Cofete und Barlovento
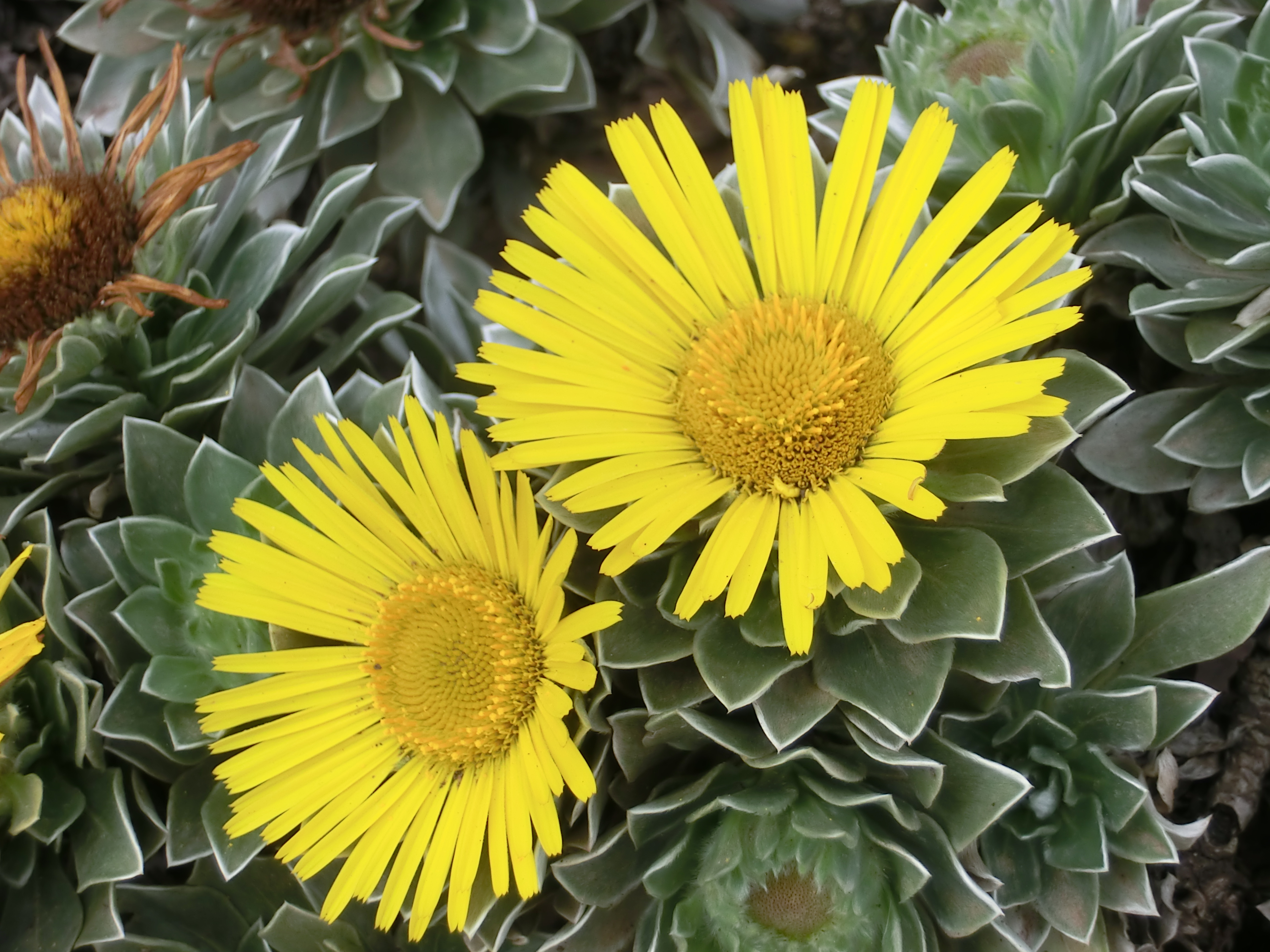
Kanarisches Sternauge (Asteriscus sericeus)
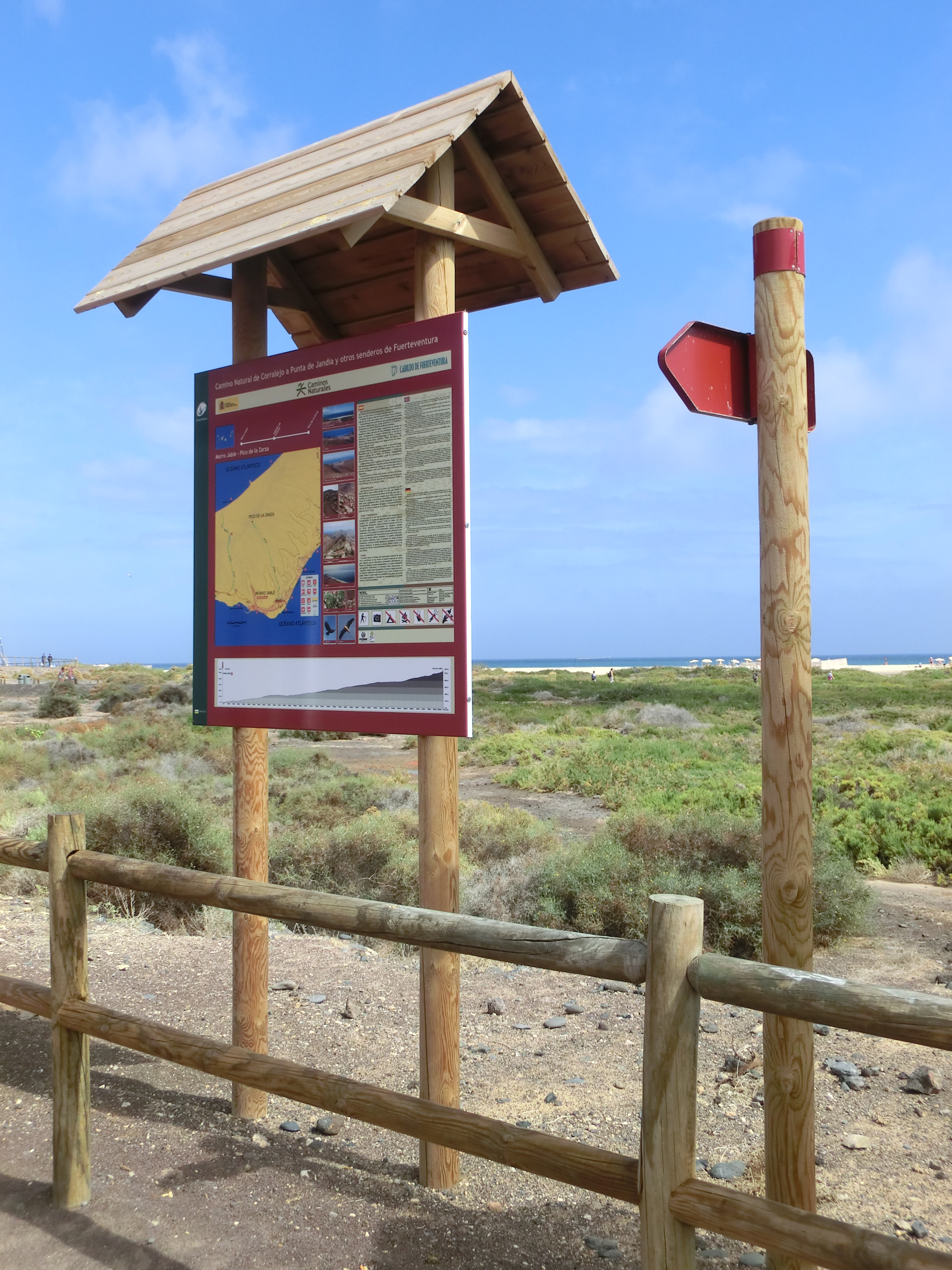
Infotafel am Beginn des Wanderwegs PR FV 54
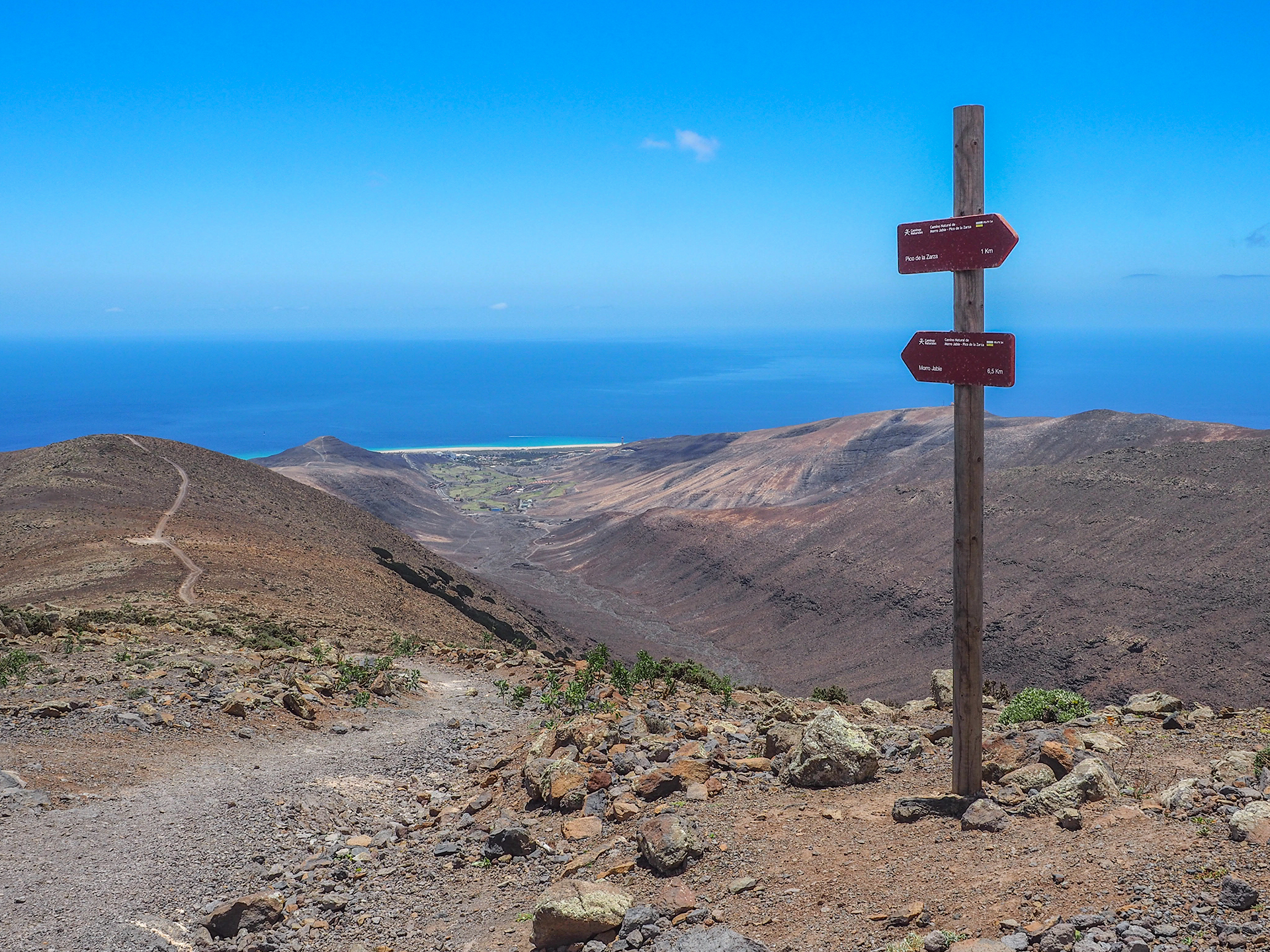
Wanderweg auf den Pico de la Zarza